# Juventud Alfa Fútbol Club
El Juventud Alfa Písac Fútbol Club, conocido simplemente como Juventud Alfa FC. Es un club de fútbol peruano, con sede en Písac, provincia de Calca, en el departamento de Cusco. Fue fundado en 2023 y desde 2025 juega en la Liga 3, la tercera categoría del fútbol nacional.

## Historia

### 2023: Inicios en la Liga Distrital
El club fue fundado el 7 de febrero de 2023 en la localidad de Písac, ese mismo año participó en la Liga distrital homónima, debutando así en marzo de dicho año. Tras el desarrollo de la liga, "Los Alfas" quedaron en el segundo lugar solo detrás del Club Bernardo Tambohuacso. Posterior a ello, el club de Písac fue derivado al grupo B de la Etapa provincial de Calca. Tras algunos altibajos, Juventud Alfa logró posicionarse en el segundo escaño de dicho grupo, sin embargo no pudo pasar a la siguiente fase al no quedar entre los mejores segundos.

### 2024: Campeones y ascenso a Liga 3
A diferencia del año pasado, "Los Alfas" se posicionaron en el primer lugar de la liga, a su vez también obtuvieron el primer lugar en la Liguilla Final de la Etapa Distrital, clasificando a la siguiente fase como campeones distritales.
En la etapa provincial fueron parte del grupo B, donde con una fecha de anticipación obtuvieron el primer lugar, dándose paso a la Liguilla final. Una vez presente en esta liguilla conformada por los 4 mejores equipos de la provincial, el equipo naranja pudo finalizar en la segunda posición, clasificando a la Etapa Departamental del Cusco.
En la departamental fue parte del Subgrupo 6B, donde quedó en el primer escaño tras desempate con Real Municipal de Coporaque en la vía de los penales (1(6) - 1(5)). Seguidamente el club tuvo el derecho de participar en los cuartos de final de dicha etapa, sin embargo, y tras una serie de fallos administrativos a varios participantes, el club de Pisac clasificó directamente a la semifinal contra Nuevo Amanecer de Pfuyani, al cual derrotó por 1-0 tanto en la ida como en el partido de vuelta. Acabada dicha llave continuaron las trifulcas en torno a los representantes a la Etapa Nacional de la Copa Perú, y tras una serie de reclamos se definió que Juventud Alfa clasificaría a la Nacional como Cusco 2.
Para la Etapa Nacional, el club cusqueño tuvo enfrentamientos en la Fase Regular con Alto Rendimiento JVM, Miguel Grau y Juventud Progreso de los cuales pudo salir airoso en 4 partidos. Tras dicha fase toco enfrentarse al FCR San Antonio por los dieciseisavos de final, duelo el cual no pudo sobreponerse al perder con un global de 1-3.
A pesar de quedar eliminado en 16vos de final de la Copa Perú el club consiguió el cupo a la Liga 3 2025 al ser el equipo cusqueño que llegó más lejos en dicho torneo.

## Estadio
Si bien desde su participación en la Liga Distrital de Písac tuvo participaciones en el estadio Bernardo Tambohuacso, en etapas posteriores hizo uso del estadio Thomas E. Payne el cual cuenta con una capacidad de 8000 espectadores.

## Palmarés

### Torneos regionales
| Competición regional              | Títulos | Subcampeonatos |
| --------------------------------- | ------- | -------------- |
| Liga Departamental de Cusco (0/1) |         | 2024.          |
| Liga Provincial de Calca (0/1)    |         | 2024.          |
| Liga Distrital de Písac (1/1)     | 2024.   | 2023.          |